# Подсосоння (Торопецький район)
Подсосоння (рос. Подсосонье) — присілок в Торопецькому районі Тверської області Російської Федерації.
Населення становить 9 осіб. Входить до складу муніципального утворення Речанське сільське поселення.

## Історія
Від 2005 року входить до складу муніципального утворення Речанське сільське поселення.

## Населення
| 2010 |
| ---- |
| 9    |